# Heilongjiang Ice City
Der Heilongjiang Ice City Football Club (chinesisch 黑龙江冰城足球俱乐部) ist ein chinesischer Fußballclub, der derzeit an der China League One unter Lizenz des Chinese Football Association (CFA) teilnimmt. Das Team hat seinen Sitz in Harbin in der Provinz Heilongjiang. Ihr aktueller Mehrheitsaktionär ist die Heilongjiang Natural Natural Water Co., Ltd.

## Geschichte
Der Verein wurde am 31. Dezember 2015 von Heilongjiang Volcanic Springs Green gegründet, nachdem er das Team von Anhui Litian (China League Two) übernommen hatte. Sie ernannten Zoran Janković zu ihrem Cheftrainer und belegten am Ende der Saison 2016 den zehnten Platz. In der nächsten Saison wurde Duan Xin am 1. Dezember 2016 Cheftrainer der Mannschaft und konnte überraschenderweise mit dem Team und zum ersten Mal in der Geschichte des Klubs den ersten Platz belegen und damit in die China League One (zweithöchste Spielklasse des Lande) aufsteigen.

## Namensgeschichte
- 2016–2021 Heilongjiang Lava Spring FC 黑龙江火山鸣泉
- 2021– Heilongjiang Ice City Football Club 黑龙江冰城足球俱乐部

## Stadion
Der Verein trägt seine Heimspiele im Harbin ICE Sports Center Stadium in Harbin aus. Das Stadion hat ein Fassungsvermögen von 50.000 Personen.

## Platzierungen
| Saison   | 2016 | 2017 | 2018 | 2019 | 2020 | 2021 | 2022 | 2023 |
| -------- | ---- | ---- | ---- | ---- | ---- | ---- | ---- | ---- |
| Liga     | 3    | 3    | 2    | 2    | 2    | 2    | 2    | 2    |
| Position | 10   | 1    | 7    | 4    | 14   | 7    | 10   | 9    |